# بيتر شوستر
بيتر شوستر (بالألمانية: Peter Schuster) هو أحيائي وكيميائي نمساوي، ولد في 7 مارس 1941 في فيينا في النمسا.